# Umjindi
Umjindi (officieel Umjindi Local Municipality) is een gemeente in het Zuid-Afrikaanse district Ehlanzeni.
Umjindi ligt in de provincie Mpumalanga en telt 69.577 inwoners.

## Hoofdplaatsen
Het nationaal instituut voor de statistiek, Stats SA, deelt sinds de census 2011 deze gemeente in in 7 zogenaamde hoofdplaatsen (main place):
Barberton • Bonanza Gold Mine • Emjindini • Glenthorpe • Staatsgrond • Umjindi NU • Verulum.